# 拉普拉斯 (宝可梦)
拉普拉斯（日文：ラプラス，英文：Lapras），舊譯乘龍或背背龍，是精靈寶可夢系列登场的虚构怪兽的其中一种。其全国图鉴编号为131，城都联盟图鉴编号为219，豐緣地區图鉴编号为286。拉普拉斯拥有不会受到擊中要害的「硬殼盔甲」特性，牠还拥有受到水屬性招式攻击时无效，同时自身HP回复最大值的四分之一的「儲水」特性。

## 特征
拉普拉斯是由日本电子游戏设计师杉森建设计出来的角色，也是一只第一世代寶可夢。拉普拉斯的形象基本为一种大型的海生寶可夢，常被作为一种海上坐骑，体型庞大，类似一个蛇颈龙。拉普拉斯最初被命名为“尼斯”，有尼斯湖水怪的寓意。拉普拉斯有四个鳍状肢，脖子修长，有一双又大又亮的眼睛。拉普拉斯通体成蓝色，背部长有一甲壳，能让人舒服的骑在上面，但其下部为奶油色。拉普拉斯拥有理解人类语言的特殊能力,，这一定程度上是因为他有一种心灵感应能力。拉普拉斯生性温顺，不喜争斗，这一特点是牠时常成为猎人的狩猎目标。由于过度捕猎，拉普拉斯的数量已经大幅减少，在遠海也十分罕见。每到黃昏就會去找為數不多的同類，並用哀傷的聲音唱著歌。

## 游戏中的拉普拉斯
拉普拉斯在精靈寶可夢游戏中首次出现于精靈寶可夢 紅·綠，并于红、绿的复刻版本精靈寶可夢 火紅·葉綠中再次出现。在红、绿版本中，拉普拉斯由一个西爾佛公司的員工赠与玩家。在随后的所有精靈寶可夢系列游戏中，拉普拉斯均有登场，但都不是常見的寶可夢，在某些版本中是一週出現一次、某些版本中需要進行水紋衝浪。除了本篇系列，拉普拉斯还在精靈寶可夢救助队、超级精靈寶可夢大乱斗和寶可夢乐园皮卡丘大冒险中登场。
拉普拉斯是除了圖圖犬之外可以習得最多一擊必殺類招式的寶可夢。

## 动画中的拉普拉斯
於無印版第64集（迷唇姐的聖誕節），聖誕老人的拉普拉斯會用心電感應與人類溝通，進行心電感應時，拉普拉斯的身體會發光。而動畫主角小智也曾經有一隻，後來在回程至關都地方前在橘子群島交給拉普拉斯群。